# Ichneumon pinquicornis
Ichneumon pinquicornis är en stekelart som beskrevs av Bauer 1985. Ichneumon pinquicornis ingår i släktet Ichneumon och familjen brokparasitsteklar. Inga underarter finns listade i Catalogue of Life.